# 검일
검일(黔日, ?~660년)은 신라의 반역자이다. 642년 대야성주 김품석에게 아내를 빼앗겨 원한을 품고 대야성을 함락시키는데 공헌한다. 660년 백제멸망 후 나당 연합군에 의해 제거된다.

## 생애
대야성(大耶城) 지금의 경남 합천 사람으로 도독(都督) 김품석(金品釋)의 막객(幕客)으로 사지(舍知)의 관등을 갖고 있었다. 그러나 아내를 김품석에게 빼앗긴 뒤 앙심을 품고 있다가 642년 (선덕여왕 11)백제 장군 윤충(允忠)이 대야성을 공격했을 때 내응하여 창고를 불태워 성안의 민심을 흉흉하게 만들었다. 사람들이 두려워하여 김품석은 항복하려 했지만 먼저 나갔던 군사가 살해당하자 가족과 함께 자살하였고 죽죽(竹竹)과 용석(龍石)이 끝까지 싸웠으나 성은 함락되었다. 660년 (태종무열왕 7) 나당연합군에게 백제가 멸망하자 태종무열왕은 그를 붙잡아 모척(毛尺)과 공모하여 창고를 불태워 성안의 식량을 결핍시켰고 김품석 부부를 위협하여 죽였으며 백제인과 함께 본국을 공격한 죄 3가지를 들어 사지를 찢고 시체를 강물에 던졌다.

## 검일이 등장한 작품
- 《대왕의 꿈》(KBS, 2012년~2013년, 배우:이병욱)

## 같이 보기
- 모척
- 김품석